# Ekstraklasa kobiet w tenisie stołowym (2018/2019)
Ekstraklasa kobiet w tenisie stołowym 2018/2019 – 71. edycja rozgrywek pierwszego poziomu ligowego kobiet w Polsce. Brało w niej udział 10 drużyn.
Triumfatorem rozgrywek został KTS Enea Siarka Tarnobrzeg, który w meczach finałowych pokonał Polmlek Lidzbark Warmiński. Brązowe medale zdobyły drużyny GLKS Scania Nadarzyn i KU AZS UE Wrocław.

## System rozgrywek
Rozgrywki prowadzone były z udziałem 10 drużyn i były podzielone na dwie fazy: zasadniczą i play-off.
Faza zasadnicza składa się z dwóch rund. Pierwsza runda rozgrywana jest systemem każdy z każdym. W drugiej rundzie gospodarzami spotkań w drugiej rundzie są drużyny, które w pierwszej rundzie w meczu pomiędzy tymi samymi drużynami grały na wyjazdach. Za zwycięstwo drużyny otrzymują 2 punkty, zaś za porażkę nie otrzymują punktów.
Do fazy play-off awansują 4 drużyny. W półfinałach zostaną rozegrane dwumecze. Pary zostaną ustalone na podstawie tabeli po rundzie zasadniczej (1-4, 2-3). Gospodarzami pierwszego meczu będą drużyny z niższego miejsc. Zwycięzcy półfinałów awansują do finału, gdzie zostanie rozegrany dwumecz, a gospodarzem pierwszego meczu będzie drużyna z niższego miejsca po fazie zasadniczej. Drużyna, która wygra finał otrzyma tytuł Drużynowego Mistrza Polski kobiet, puchar i złote medale, a zespół pokonany w finale otrzyma puchar i srebrne medale. Drużyny, które odpadły w półfinałach, otrzymają brązowe medale. Do 1. ligi spadną dwie ostatnie drużyny po fazie zasadniczej.
Każdy mecz składa się z 3-5 gier rozgrywanych kolejno na jednym stole. Mecz kończy się wraz z uzyskaniem przez jedną drużyn trzech zwycięstw. Układ gier w meczu.
| 1. gra | 2. gra | 3. gra | 4. gra | 5. gra |
| ------ | ------ | ------ | ------ | ------ |
| A–X    | B–Y    | C–Z    | A–Y    | B–X    |

## Składy drużyn
| ATS east rent Białystok    | ATS east rent Białystok    | Bebetto AZS UJD Częstochowa   | Bebetto AZS UJD Częstochowa   | Bronowianka Kraków | Bronowianka Kraków | GLKS Scania Nadarzyn | GLKS Scania Nadarzyn |
| -------------------------- | -------------------------- | ----------------------------- | ----------------------------- | ------------------ | ------------------ | -------------------- | -------------------- |
| Magdalena Buchowska        | 09.04.2009                 | Kinga Falarz                  | 12.11.1997                    | Karolina Pęk       | 08.02.1998         | Weronika Bożek       | 01.09.2000           |
| Weronika Daniuk            | 20.10.2002                 | Daria Łuczakowska             | 20.05.1984                    | Marta Smętek       | 24.07.1986         | Aleksandra Dąbrowska | 22.03.1996           |
| Gabriela Dyszkiewicz       | 01.01.2000                 | Karolina Rakowska             | 21.04.2002                    | Alicja Śliwa       | 08.02.1998         | Aleksandra Falarz    | 24.01.1996           |
| Eva Jurková                | 24.03.1995                 | Julia Szemiel                 | 05.12.1999                    | Pao-Wen Tsui       | 16.01.1995         | Dominika Gilewska    | 08.07.2002           |
| Monika Leonowicz           | 15.06.1992                 | Andrea Todorović              | 21.10.1992                    | Wang Shi Jing      | 18.02.2004         | Paulina Krzysiek     | 12.08.1996           |
| Jarosława Prihodko         | 2001-06-22.06.2001         | Sandra Wabik                  | 22.10.1995                    | Wang Yinuo         | 13.11.2003         | Klaudia Kusińska     | 22.02.1993           |
| Monika Tereszkiewicz       | 16.05.2001                 | Diana Wrzosek                 | 22.09.1998                    | Dominika Wołowiec  | 04.02.1997         | Dorota Sass          | 02.02.2006           |
| Agata Uchnast              | 24.07.1999                 | Karolina Zając                | 30.05.1997                    | Ye Ting            | 18.08.2004         | Maria Śledziecka     | 04.05.2006           |
| Julia Wasilewska           | 02.12.2004                 | Roksana Załomska              | 29.04.1991                    | Zhao Xia           | 28.05.1983         | Katarzyna Ślifirczyk | 16.03.1993           |
| Wenwen Liu                 | 14.03.1991                 |                               |                               | Zhao Ziyi          | 31.07.2003         | Wiktoria Ziemkiewicz | 01.04.2000           |
| KSTS MOSiR Karpaty Krosno  | KSTS MOSiR Karpaty Krosno  | KTS Enea Siarkopol Tarnobrzeg | KTS Enea Siarkopol Tarnobrzeg | KU AZS UE Wrocław  | KU AZS UE Wrocław  | MRKS Gdańsk          | MRKS Gdańsk          |
| Daria Dudzińska            | 21.06.1988                 | Gu Ruochen                    | 03.01.1994                    | Natalia Bajor      | 07.03.1997         | Zuzanna Czaja        | 11.07.2005           |
| Katarzyna Galus            | 21.02.1998                 | Han Ying                      | 30.04.1983                    | Julia Furman       | 06.03.2005         | Julia Dietrich       | 08.05.2004           |
| Angelika Janik             | 09.01.2000                 | Li Qian                       | 30.07.1986                    | Zuzanna Gaworska   | 30.04.2003         | Agnieszka Kaczmarek  | 09.02.1995           |
| Patrycja Jucha             | 23.03.1998                 | Wiktoria Pawłowicz            | 08.05.1978                    | Ge Xinqi           | 19.07.1995         | Daria Kędzior        | 14.04.1997           |
| Paulina Krużel             | 21.03.1988                 | Elizabeta Samara              | 15.04.1989                    | Julia Girulska     | 11.03.2002         | Marta Krajewska      | 10.04.1995           |
| Karolina Lalak             | 08.06.1998                 | Kinga Stefańska               | 22.01.1980                    | Li Zhiying         | 18.01.1999         | Adrianna Licbarska   | 26.04.2004           |
| Katarzyna Lech             | 21.12.1994                 | Julia Szczepanik              | 23.03.2004                    | Julia Szymczak     | 22.09.2000         | Aleksandra Michalak  | 06.07.2001           |
| Weronika Pelczar           | 09.08.2001                 | Agata Zakrzewska              | 16.02.2000                    | Anna Węgrzyn       | 09.01.2001         | Maja Miklaszewska    | 29.06.2001           |
| Wiktoria Wilk              | 23.06.2002                 |                               |                               | Katarzyna Węgrzyn  | 09.01.2001         | Wiktoria Wróbel      | 23.04.2006           |
|                            |                            | Xie Junqiu                    | 11.08.1998                    |                    |                    |                      |                      |
| Polmlek Lidzbark Warmiński | Polmlek Lidzbark Warmiński | SKTS Sochaczew                | SKTS Sochaczew                |                    |                    |                      |                      |
| Julia Archacka             | 21.01.2003                 | Natalia Gawrylczyk-Zielińska  | 06.02.1986                    |                    |                    |                      |                      |
| Natalia Bogdanowicz        | 10.01.2007                 | Katarzyna Grzybowska-Franc    | 30.04.1989                    |                    |                    |                      |                      |
| Alicja Leśniak             | 10.09.1993                 | Gui Lin                       | 01.10.1993                    |                    |                    |                      |                      |
| Ma Wentig                  | 04.11.1990                 | Agata Pastor-Gołda            | 31.03.1986                    |                    |                    |                      |                      |
| Dong Rui Fang              | 27.03.1975                 | Julia Ślązak                  | 18.06.1999                    |                    |                    |                      |                      |
| Daria Trigolos             | 17.07.1999                 | Aleksandra Wojtczak           | 26.05.2000                    |                    |                    |                      |                      |

## Kluby
| Klub                        | Sezon 2017/2018 |
| --------------------------- | --------------- |
| Bebetto AZS UJD Częstochowa | Półfinał        |
| GLKS Scania Nadarzyn        | 6. miejsce      |
| KSTS MOSiR Karpaty Krosno   | Awans z 1. ligi |
| KTS Enea Siarka Tarnobrzeg  | Mistrz          |
| KTS Optima Lublin           | 8. miejsce      |
| KU AZS UE Wrocław           | Wicemistrz      |
| MRKS Gdańsk                 | Awans z 1. ligi |
| Polmlek Lidzbark Warmiński  | Półfinał        |
| SKTS Sochaczew              | 5. miejsce      |
| Bronowianka Kraków          | 7. miejsce      |

## Faza zasadnicza
| Poz. | Drużyna                       | M  | Z  | P  | Pojedynki | Punkty |
| ---- | ----------------------------- | -- | -- | -- | --------- | ------ |
| 1.   | KTS Enea Siarkopol Tarnobrzeg | 18 | 18 | 0  | 54:6      | 36     |
| 2.   | KU AZS UE Wrocław             | 18 | 16 | 2  | 49:11     | 32     |
| 3.   | Polmlek Lidzbark Warmiński    | 18 | 12 | 6  | 42:25     | 24     |
| 4.   | GLKS Scania Nadarzyn          | 18 | 11 | 7  | 39:27     | 22     |
| 5.   | Bebetto AZS UJD Częstochowa   | 18 | 9  | 9  | 34:32     | 18     |
| 6.   | SKTS Sochaczew                | 18 | 6  | 12 | 24:39     | 12     |
| 7.   | Bronowianka Kraków            | 18 | 6  | 12 | 25:42     | 12     |
| 8.   | ATS east rent Białystok       | 18 | 5  | 13 | 20:45     | 10     |
| 9.   | MRKS Gdańsk                   | 18 | 4  | 14 | 16:47     | 8      |
| 10.  | KSTS MOSiR Karpaty Krosno     | 18 | 3  | 15 | 16:45     | 6      |

|     | BIA | CZĘ | GDA | KRA | KRO | LDW | NAD | SOC | TAR | WRO |
| BIA | –   | 3:2 | 3:0 | 3:1 | 3:1 | 3:2 | 0:3 | 1:3 | 0:3 | 0:3 |
| CZĘ | 3:0 | –   | 3:0 | 3:1 | 3:1 | 1:3 | 1:3 | 1:3 | 0:3 | 1:3 |
| GDA | 3:2 | 0:3 | –   | 1:3 | 0:3 | 0:3 | 0:3 | 3:0 | 1:3 | 0:3 |
| KRA | 3:0 | 1:3 | 3:1 | –   | 3:1 | 2:3 | 2:3 | 0:3 | 0:3 | 0:3 |
| KRO | 3:0 | 0:3 | 1:3 | 2:3 | –   | 0:3 | 0:3 | 3:0 | 1:3 | 0:3 |
| LDW | 3:0 | 3:1 | 3:1 | 3:0 | 3:0 | –   | 3:1 | 3:0 | 0:3 | 1:3 |
| NAD | 3:1 | 2:3 | 3:0 | 3:0 | 3:0 | 1:3 | –   | 3:2 | 0:3 | 1:3 |
| SOC | 3:0 | 0:3 | 2:3 | 1:3 | 3:0 | 3:1 | 0:3 | –   | 0:3 | 0:3 |
| TAR | 3:1 | 3:0 | 3:0 | 3:0 | 3:0 | 3:2 | 3:0 | 3:0 | –   | 3:0 |
| WRO | 3:0 | 3:0 | 3:0 | 3:0 | 3:0 | 3:0 | 3:1 | 3:1 | 1:3 | –   |

## Play-off
|  | Półfinały | Półfinały                  | Półfinały | Półfinały |  |  | Finał | Finał                      | Finał | Finał |
|  |           |                            |           |           |  |  |       |                            |       |       |
|  | 1         | KTS Enea Siarka Tarnobrzeg | 3         | 3         |  |  |       |                            |       |       |
|  | 4         | GLKS Scania Nadarzyn       | 0         | 0         |  |  |       |                            |       |       |
|  |           |                            |           |           |  |  | 1     | KTS Enea Siarka Tarnobrzeg | 3     | 3     |
|  |           |                            |           |           |  |  | 3     | Polmlek Lidzbark Warmiński | 0     | 0     |
|  | 2         | KU AZS UE Wrocław          | 0         | 3         |  |  |       |                            |       |       |
|  | 3         | Polmlek Lidzbark Warmiński | 3         | 1         |  |  |       |                            |       |       |

### Półfinały
| Gospodarze                 | Wynik       | Goście                     |
| 1. półfinał                | 1. półfinał | 1. półfinał                |
| -------------------------- | ----------- | -------------------------- |
| GLKS Scania Nadarzyn       | 0:3         | KTS Enea Siarka Tarnobrzeg |
| Polmlek Lidzbark Warmiński | 3:0         | KU AZS UE Wrocław          |
| 2. półfinał                |             |                            |
| KTS Enea Siarka Tarnobrzeg | 3:0         | GLKS Scania Nadarzyn       |
| KU AZS UE Wrocław          | 3:1         | Polmlek Lidzbark Warmiński |

### Finał
| Polmlek Lidzbark Warmiński | 3:0             | KTS Enea Siarka Tarnobrzeg |
| 9 kwietnia 2019            | 9 kwietnia 2019 | 9 kwietnia 2019            |
| -------------------------- | --------------- | -------------------------- |
| Ma Wenting                 | 2:3             | Elizabeta Samara           |
| Rui Fang Dong              | 0:3             | Han Ying                   |
| Daria Trigolos             | 1:3             | Li Qian                    |

| KTS Enea Siarka Tarnobrzeg | 3:0              | Polmlek Lidzbark Warmiński |
| 11 kwietnia 2019           | 11 kwietnia 2019 | 11 kwietnia 2019           |
| -------------------------- | ---------------- | -------------------------- |
| Elizabeta Samara           | 3:0              | Rui Fang Dong              |
| Han Ying                   | 3:1              | Ma Wenting                 |
| Kinga Stefańska            | 3:0              | Natalia Bogdanowicz        |

## Medaliści
| Lp. | Drużyna                    |
| --- | -------------------------- |
| 1.  | KTS Enea Siarka Tarnobrzeg |
| 2.  | Polmlek Lidzbark Warmiński |
| 3.  | GLKS Scania Nadarzyn       |
| 3.  | KU AZS UE Wrocław          |